# John Legend
John Roger Stephens (Springfield, Ohio, 28 de diciembre de 1978), conocido como John Legend, es un cantante, compositor, pianista y actor estadounidense. Ha ganado once Premios Grammy, un Globo de Oro y un Óscar. En 2007 recibió el Premio Hal David Starlight del Salón de la Fama de los Compositores.
El 17 de septiembre del 2018, se convierte en un artista EGOT, por haber ganado el premio Emmy, Grammy, Oscar y Tony. 
Antes del lanzamiento del álbum debut de Legend, su carrera ganó ímpetu a través de una serie de colaboraciones con varios artistas de renombre. En varios puntos de su carrera, Legend ha colaborado en sencillos como "Getting Nowhere" de Magnetic Man, "All the Lights" de Kanye West, en "This Way", de Slow Village. Además de participar en "Encore" de Jay Z, en el coro de la canción de Alicia Keys, "You Don't Know My Name", el remix que hizo Kanye West a la canción de Britney Spears "Me Against the Music" y "High Road" de Fort Minor. Legend tocó el piano en "Everything Is Everything" de Lauryn Hill. Por su trabajo en solitario, ganó un "Número 1" en la lista Billboard Hot 100 con "All of Me" en 2013. Ganó el Premio de la Academia a la Mejor Canción Original en 2015 por escribir la canción "Glory" de la película Selma.
Actualmente es entrenador en el reality show de NBC The Voice, con Kelly Clarkson, Ariana Grande y Blake Shelton.

## Biografía y carrera artística

### Infancia y adolescencia
John Roger Stephens nació el 28 de diciembre de 1978, en Springfield, Ohio. Es uno de cuatro hijos de Phyllis Elaine (née Lloyd), una costurera, y Ronald Lamar Stephens, un trabajador de la fábrica y anteriormente un guardia nacional. Durante su niñez, Legend fue educado en su hogar por su madre. A la edad de cuatro años, cantó con su coro de la iglesia. Comenzó a tocar el piano a los siete años. A la edad de doce, Legend asistió a la High school del Norte en su pueblo natal, de la cual se graduó como salutatorian de la clase, cuatro años después. Según Legend, le ofrecieron una admisión a la Universidad de Harvard y una beca para la Universidad de Georgetown y a la Universidad de Morehouse. Asistió a la Universidad de Pensilvania, donde estudió inglés con énfasis en la literatura afroamericana.
Mientras estaba en la universidad, Legend fungió como presidente y director musical de un grupo co-ed de jazz y pop a cappella llamado Counterparts. Su voz principal en la grabación "One of Us" de Joan Osborne recibió aclamación de la crítica, catalogándola dentro de la lista de temas del CD recopilatorio de 1998, Best of Collegiate a Cappella. Legend también fue miembro de las prestigiosas sociedades Sphinx Senior Society y Onyx Senior Honor Society, mientras era estudiante en Penn. Mientras estaba en la universidad, Legend fue presentado a Lauryn Hill por un amigo. Hill lo contrató para tocar el piano en "Everything Is Everything", una canción de su álbum The Miseducation of Lauryn Hill.

### Principios de su carrera artística
Durante este período, comenzó a aparecer en una serie de espectáculos alrededor de Filadelfia, con el tiempo su audiencia aumentó y también visitó Nueva York, Boston, Atlanta y Washington D. C.. Se graduó de la universidad en 1999, y posteriormente comenzó a producir, escribir y grabar su propia música . Lanzó dos álbumes independientemente; Su auto-titulado demo (2000) y Live at Jimmy's Uptown (2001), que vendió en sus shows. Después de graduarse de la Universidad de Pensilvania, Legend comenzó a trabajar como consultor de gestión para el Boston Consulting Group. Posteriormente comenzó a trabajar en su demo y comenzó a enviar su trabajo a varias discográficas.
En 2001, Devo Springsteen presentó a Legend ante el artista de hip-hop Kanye West; Legend fue contratado para cantar durante los "ganchos" de West. Después de firmar con el sello de West, eligió su nombre artístico de una idea que le fue dada por el poeta J. Ivy, debido a lo que percibió como un "sonido de la vieja escuela". J. Ivy declaró: "Escuché tu música y me recuerda a esa de la vieja escuela ... Pareces una de las leyendas... ¡De hecho, de ahora en adelante te llamaré! Voy a llamarte John Legend." Después de que J. Ivy continuara llamándolo por el nuevo apodo de "John Legend", otros rápidamente lo identificaron, incluyendo a Kanye West. A pesar de la renuencia de Legend a cambiar su nombre artístico, hizo un anunció eventual sobre su nuevo nombre artístico como John Legend.

### 2004–07:Get LiftedyOnce Again
Legend lanzó su álbum debut, Get Lifted, a través de la discográfica GOOD Music en diciembre de 2004. La producción contó con artistas como Kanye West, Dave Tozer y Will.i.am, y debutó en el número 7 en la lista estadounidense Billboard 200, vendiendo 116.000 copias en su primera semana. Finalmente vendió 540.300 copias en los Estados Unidos y fue certificado "Oro" por la RIAA. Un éxito internacional, Get Lifted también alcanzó el número uno de la Norwegian Albums Chart y alcanzó a estar dentro de los diez primeros lugares de popularidad en los Países Bajos y Suecia, dando por resultado la venta de 850.000 copias alrededor del mundo. Aclamado por la crítica, en 2006 ganó el Premio Grammy al mejor álbum de R&B, adicionalmente Legend fue nominado para otros dos premios, Mejor artista novel y Mejor Interpretación Vocal Masculina R&B. En total, el álbum produjo cuatro sencillos, incluyendo "Used to Love U", que entró en el top 30 de Nueva Zelanda y en la UK Singles Chart, y el ganador del Grammy "Ordinary People", que alcanzó el lugar número 24 en el Billboard Hot 100. John Legend también coescribió "I Want You" de Janet Jackson, que fue certificado platino y recibió una nominación a la Mejor interpretación vocal de R&B femenina en la Ceremonia de los Premios Grammy de 2005.
Un colaborador altamente buscado, Legend participó en numerosas grabaciones en los siguientes años. Apareció en los álbumes de Fort Minor, Sérgio Mendes, Jay Z, Mary J. Blige, The Black Eyed Peas, Stephen Colbert, Rich Boy, MSTRKRFT, Chemistry, y Fergie, entre otros. Legend también trabajó tentativamente con Michael Jackson en un álbum futuro para el cual él había escrito una canción. En agosto de 2006, Legend apareció en un episodio de Plaza Sésamo. Interpretó una canción titulada "It Feels Good When You Sing a Song", un dueto con Hoz el Búho. También realizó presentación en el tiempo previo al juego del Super Bowl XL en Detroit y del espectáculo del medio tiempo en el All-Star Game de la NBA 2006.
En octubre de 2006 fue lanzado el segundo álbum de Legend, Once Again. Legend coescribió y coprodujo la mayor parte del álbum, junto con West y will.i.am que lo reeditaron, además de contar con la producción de Raphael Saadiq, Craig Street, Sa-Ra, Eric Hudson,Devo Springsteen, Dave Tozer y Avenue. Lanzado como su mayor éxito comercial, alcanzó el número tres en la lista Billboard 200 y debutó en la cima de la lista Top R&B/Hip-Hop Albums. Fue finalmente certificado platino por la RIAA, y alcanzó el estatus de oro en Italia, los Países Bajos y el Reino Unido. En la ceremonia de los Premios Grammy de 2007, la canción "Heaven" fue galardonada con el premio Grammy a la Mejor Interpretación Vocal Masculina R&B, mientras que el sencillo "Save Room" recibió una nominación en la categoría de Mejor interpretación vocal pop masculina. Legend ganó un segundo Grammy ese año por "Family Affair", una colaboración con Sly & The Family Stone, Joss Stone y Van Hunt, del disco Different Strokes by Different Folks.

### 2008–10:EvolverandWake Up!
En enero de 2008, Legend cantó en un video para Barack Obama, producido por Will.i.am llamado "Yes We Can". El mismo año, Legend tuvo un papel, donde solo cantaría, en la película de 2008 Soul Men, donde interpreta al cantante fallecido de un grupo ficticio de soul que incluye a Samuel L. Jackson y Bernie Mac. En octubre, lanzó su tercer álbum de estudio, Evolver. Hablando sobre las razones por las que llamó al álbum Evolver, declaró: "Creo que la gente a veces llega a esperar ciertas cosas de ciertos artistas, esperan que se quede en el mismo lugar en el que empezó. Quiero que mi carrera se defina por el hecho de que no voy a estar en el mismo lugar, y que siempre voy a probar cosas nuevas y experimentar. Por lo tanto, como creo que este álbum representa una manifestación de eso, decidí titularlo "Evolver". El álbum fue precedido por un sencillo influenciado por el dace pop, titulado "Green Light", que incluyó al rapero Andre 3000 de OutKast y se convirtió en su sencillo con mayor éxito desde "Ordinary People"; También fue nominado para el Premio Grammy a la Mejor colaboración de rap/cantada.
En 2009, Legend se presentó en The People Speak, un largometraje documental que utiliza interpretaciones dramáticas y musicales de las letras, diarios y discursos que son usados por los estadounidenses todos los días, basado en La otra historia de los Estados Unidos, del historiador Howard Zinn. También en 2009, Legend y The Roots se unieron para grabar un álbum colaborativo, Wake Up !, que fue lanzado el 21 de septiembre de 2010. El primer sencillo lanzado del álbum fue "Wake Up Everybody" con la cantante Melanie Fiona y el rapero Common. En febrero de 2011, Legend ganó tres premios en la 53.ª edición anual de los Premios Grammy. Fue galardonado como Mejor Canción de R & B por "Shine", mientras que él y The Roots ganaron los Premios Grammy al Mejor Álbum de R & B y Mejor Interpretación Vocal Tradicional de R&B por "Hang On in There". En marzo de 2011, Legend y The Roots ganaron dos NAACP Image Award - uno para álbum sobresaliente (Wake Up!) Y otro para Dúo, Grupo o Colaboración Excepcional.

### 2011-presente: Tour,DuetsyLove in the Future
El 5 de julio de 2011, el compositor Anthony Stokes presentó una demanda por infracción de derechos de autor contra John Legend en el Distrito de Nueva Jersey, alegando que la canción de Legend "Maxine's Interlude" de su álbum de 2006 Once Again, deriva del demo de Stokes, "Where Are You Now". Stokes afirmó que le dio a Legend una demo de la canción en 2004 después de un concierto en la Universidad de Carolina del Norte en Chapel Hill. Legend negó las acusaciones, diciéndole a E! Online, "nunca escuché de su canción hasta que me demandó, nunca robaría la canción de nadie, lucharemos en la corte y prevaleceremos". Sin embargo, casi 60,000 personas tomaron una encuesta de TMZ.com que comparó el Dos canciones y el 65% de los votantes creyeron que el "Maxine's Interlude" de Legend es un rip-off del "Where Are You Now" de Stokes. Un año después, Legend confirmó que había resuelto la demanda con Stokes por un monto no revelado.
También en 2011, Legend completó una gira de 50 fechas como invitado de la banda de soul británica Sade. En una parada en San Diego, Legend confirmó que estaba trabajando en su próximo álbum de estudio y tocó una nueva canción llamada "Dreams". Más tarde, a través de su sitio web oficial, reveló el título oficial del álbum, Love in the Future, y debutó parte de una nueva pista llamada "Caught Up". El álbum fue producido por el propio Legend, junto con Kanye West y Dave Tozer - el mismo equipo que trabajó en los últimos álbumes de Legend, Get Lifted y Once Again. Legend declaró que su intención para la grabación era "hacer un álbum moderno del soul - para dar vuelta a esa sensación clásica en un contexto moderno."
Legend recibió un doctorado honoris causa de la Universidad Howard en los 144.os Ejercicios de Graduación, el sábado 12 de mayo de 2012. Legend fue juez en el programa de música de la cádena ABC, Duets junto con Kelly Clarkson, Jennifer Nettles y Robin Thicke. El lugar de Legend fue originalmente para Lionel Richie, pero tuvo que abandonar el show debido a un conflicto de programación. Duets debutó el jueves 24 de mayo de 2012.
Legend lanzó su cuarto álbum de estudio, Love in the Future, el 3 de septiembre de 2013, debutando el número 4 en el Billboard 200, vendiendo 68.000 copias en su primera semana. El álbum fue nominado para el Mejor álbum de R&B en los premios Grammy de 2014. El tercer sencillo de Legend, "All of Me", se convirtió en un éxito internacional, alcanzando el top de la prestigiosa lista Billboard Hot 100, además de posicionarse dentro de los seis primeros lugares en otras listas de éxitos musicales del país y los diez primeros en muchos otros países, convirtiéndose en uno de los sencillos dígitales más vendidos de todos los tiempos. Se clasificó como la tercera canción más vendida en los Estados Unidos y el Reino Unido durante 2014. La canción es una balada dedicada a su esposa, Chrissy Teigan, y fue interpretada en la Ceremonia Anual Número 56 de los Premios Grammy.
En marzo de 2014, Legend compuso a lado de Claudia Brant y de Noel Schajris la canción “Why Not Tonight”, canción la cual está presente en el disco “Verte Nacer” del cantante Noel Schajris, siendo esta un dueto entre Legend y Noel 
En 2014, Legend junto con el rapero Common escribieron la canción "Glory", que aparece en la película Selma, la cual narra los hechos en el Domingo Sangriento. La canción ganó el Globo de Oro de Mejor Canción Original, así como el Premio de la Academia a la Mejor Canción Original. Legend y Common interpretaron "Glory" en la 87 ª Ceremonia de los Premios de la Academia el 22 de febrero de 2015.
Legend colaboró en "Like I'm Gonna Lose You" de Meghan Trainor, que alcanzó el número ocho en el Billboard Hot 100. El 1 de febrero de 2015, cantó "America the Beautiful" en la ceremonia de inauguración del Super Bowl XLIX. Proporcionó los coros de la canción de Kelly Clarkson "Run Run Run" para su álbum Piece by Piece. También coescribió y colaboró vocalmente en la canción "Listen" del DJ francés David Guetta, como parte del álbum homónimo.
John Legend lanzó su nuevo álbum Darkness and Light, con el primer sencillo "Love Me Now", el 2 de diciembre de 2016, el cual cuenta con colaboraciones con Chance the Rapper y Miguel.
En 2016 apareció en la película La La Land en el papel de Keith e interpreta la canción "Star a Fire". El cantante también colaboró con Ariana Grande en la esperada canción ‘Beauty and the Beast’ para la película de Disney ‘La Bella y la Bestia’.
En febrero de 2019 fue coach en la temporada 16 del show de televisión The Voice junto a Adam Levine, Kelly Clarkson y Blake Shelton.

## Vida personal
Después de cuatro años de relación, Legend se comprometió con la modelo Chrissy Teigen en diciembre de 2011. Se casaron el 14 de septiembre de 2013, en Como, Italia. En 14 de abril de 2016, la pareja tuvo una hija llamada Luna Simone Stephens. Su segundo hijo, Miles Theodore Stephens, nació el 16 de mayo de 2018. En agosto de 2020 se hizo público que la pareja estaba esperando su tercer hijo. Sin embargo, un mes después, en septiembre de 2020, su mujer publicó en sus redes sociales que había perdido a su tercer hijo a los 5 meses de gestación. También declaró que el niño se habría llamado Jack. Dos años después, la pareja hizo público que se había tratado de un aborto inducido por el riesgo que el embarazo presentaba para ella. El 3 de agosto de 2022 anunciaron que volverían a ser padres. En enero de 2023 tuvieron su tercera hija, Esti Maxine Stephens.
En junio de 2023, 5 meses después de la llegada de su cuarta hija, tuvieron su cuarto hijo a través de un vientre de alquiler, Wren Alexander Stephens.

## Discografía

### Álbumes de estudio
- Get Lifted (2004)
- Once Again (2006)
- Evolver (2008)
- Love in the Future (2013)
- Darkness and Light (2016)
- A Legendary Christmas (2018)
- Bigger love (2020)

### Colaboraciones
- - Wake Up! (con The Roots) (2010)

## Filmografía
| Televisión    | Televisión                                    | Televisión            | Televisión                                 |
| Año           | Título                                        | Papel                 | Notas                                      |
| ------------- | --------------------------------------------- | --------------------- | ------------------------------------------ |
| 2006          | Sesame Street                                 | Él mismo              |                                            |
| 2007          | Curb Your Enthusiasm                          | Él Mismo / Intérprete | Final de la temporada 6, "The Bat Mitzvah" |
| 2007          | Las Vegas                                     | Himself/Performer     | Temporada 4 Episodio 11, "Wagers of Sin"   |
| 2008          | A Colbert Christmas: The Greatest Gift of All | Forest Ranger         | Christmas Special                          |
| 2009          | The People Speak                              | Él mismo              | Documental                                 |
| 2010          | Dancing with the Stars                        | Él Mismo / Intérprete |                                            |
| 2011          | Royal Pains                                   | Él Mismo / Intérprete | "Listen to the Music"                      |
| 2015          | The Tonight Show with Jimmy Fallon            | Él Mismo / Intérprete | Interpretado con Meghan Trainor            |
| 2015          | Lip Sync Battle                               | Él mismo/Concursante  | 2 de abril de 2015                         |
| 2015          | Hollywood Game Night                          | Él mismo/Concursante  | Temporada 3 Episodio 1                     |
| 2016–presente | Underground                                   |                       | Productor                                  |
| Cine          |                                               |                       |                                            |
| Año           | Título                                        | Papel                 | Nota                                       |
| 2008          | Sesame Street: Elmo Loves You!                | Él mismo              |                                            |
| 2008          | Soul Men                                      | Marcus Hooks          |                                            |
| 2016          | La La Land                                    | Keith                 |                                            |
| 2016          | Southside with You                            |                       | Productor                                  |